# Objeto da mente
Um objecto da mente é um objeto que existe na imaginação, mas que, no mundo real, apenas pode ser representado ou modelado. Alguns desses objectos são abstracções matemáticas, conceitos literários ou cenários fictícios
Relacionados são os objectos intencionais, que são o que os pensamentos e sensações são sobre, mesmo que não sejam acerca de coisas reais (como pensamentos acerca de unicórnios).
No entanto, objectos intencionais podem coincidir com objectos reais (como pensamentos acerca de cavalos).